# Усошное
Усошное (бел. Усошнае) — посёлок в Нисимковичском сельсовете Чечерского района Гомельской области Беларуси.

## География

### Расположение
В 23 км на восток от Чечерска, 60 км от железнодорожной станции Буда-Кошелёвская (на линии Гомель — Жлобин), 88 км от Гомеля.

### Гидрография
На востоке начинается река Колодня (приток реки Покать).

## Транспортная сеть
Транспортные связи по просёлочной, затем автомобильной дороге Светиловичи — Залесье. Планировка состоит из короткой, почти меридиональной улицы, застроенной двусторонне, деревянными усадьбами.

## История
Основан в начале XX века переселенцами из соседних деревень. В 1926 году в Рудня-Нисимковичском сельсовете Светиловичского района Гомельского округа. В 1931 году организован колхоз. 17 жителей погибли на фронтах Великой Отечественной войны. Согласно переписи 1959 года в составе совхоза «Нисимковичи»(центр — деревня Нисимковичи).

## Население

### Численность
- 2004 год — 14 хозяйств, 28 жителей.

### Динамика
- 1926 год — 18 дворов, 110 жителей.
- 1959 год — 109 жителей (согласно переписи).
- 2004 год — 14 хозяйств, 28 жителей.